# Wagnerian rock
Wagnerian rock er en fusion mellem rock and roll fra 1900-tallet og opera fra 1800-tallet, der minder om Richard Wagner eller Phil Spector's Wall of Sound. Begrebet blev opfundet af forfatter og producent Jim Steinman (for at beskrive Meat Loaf's Bat Out of Hell-trilogi) og er undertiden brugt tvetydigt i rockskrivning med henvisning til en bombastisk teutonisk stil eller fantasy-tekster. Kunstnere og værker, der er beskrevet som Wagnerian, omfatter Spector, Patti Russo, Bonnie Tylers "Faster Than the Speed of Night", Progressive Metal Band Savatage, Pandoras Boxes Original Sin, rock bands som Pink Floyd og King Crimson, og det tysk industrielle metal band Rammstein.